# Don't Bring Me Down (sång av The Animals)
Don't Bring Me Down är en låt komponerad av Carole King och Gerry Goffin. Låten spelades in av The Animals 1966, och utgavs som singel samma år på skivbolaget Decca Records. Det var gruppens första inspelning med Barry Jenkins som trummis, sedan John Steel lämnat gruppen. Produktionen genomsyras av fuzzgitarr framförd av Hilton Valentine, och av Dave Rowberrys elorgelspel. Detta var den sista singeln där gruppen kallades enbart The Animals, vid nästa singel ändrades gruppnamnet till Eric Burdon and The Animals. 
Låten finns med på det amerikanska albumet Animalization, vilket var en version av det brittsika albumet Animalisms.

## Listplaceringar
| Lista (1966)   | Position               |
| -------------- | ---------------------- |
| Frankrike      | 35                     |
| Irland         | 7                      |
| Kanada         | 5 (RPM)                |
| Nederländerna  | 15                     |
| Nya Zeeland    | 19 (NZ Listner)        |
| Storbritannien | 6 (UK Singles Chart)   |
| Sverige        | 16 (Kvällstoppen)      |
| Sverige        | 8 (Tio i topp)         |
| USA            | 12 (Billboard Hot 100) |
| Västtyskland   | 17                     |